# Untereinöden
Untereinöden (mundartlich: Undəruiedə) ist ein Gemeindeteil der Marktgemeinde Weitnau im bayerisch-schwäbischen Landkreis Oberallgäu.

## Geographie
Die Einöde liegt circa drei Kilometer nördlich des Hauptorts Weitnau. Nördlich der Ortschaft fließt die Wengener Argen.

## Ortsname
Der der Ortsname beschreibt eine unterhalb gelegene Einöde.

## Geschichte
Nördlich der heutigen Ortschaft verlief die Römerstraße Kempten–Bregenz. Hier wurde auch ein römischer Meilenstein gefunden. Untereinöden wurde erstmals urkundlich im Jahr 1875 als Untereinöde I und Untereinöde II erwähnt. Die Ortschaft entstand, wie das drei Kilometer entfernte Obereinöden, aus der Vereinödung von Wengen. Der Ort gehörte bis 1972 der Gemeinde Wengen an, die durch die bayerische Gebietsreform in der Gemeinde Weitnau aufging.